# José Antonio Aguirre (Politiker)

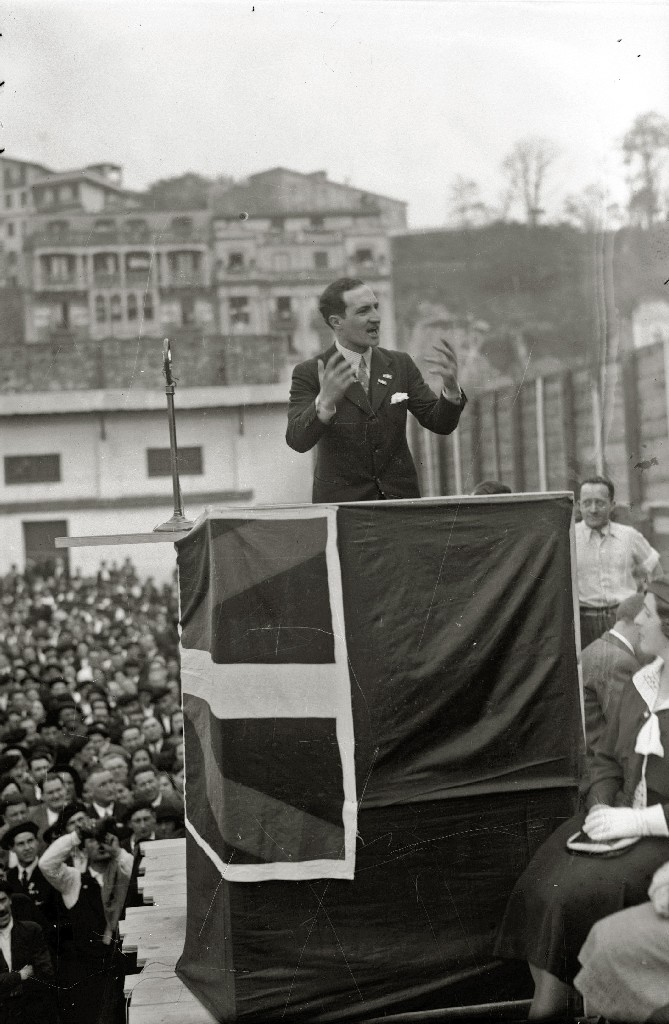
José Antonio Aguirre Lecube (1933)

José Antonio Aguirre y Lecube (baskisch Jose Antonio Agirre Lekube; * 6. März 1904 in Bilbao; † 22. März 1960 in Paris) war ein baskischer Politiker und erster Präsident des Baskenlandes (von 1936 bis 1960, ab 1937 im Exil).

## Leben
José Antonio Aguirre wurde als Sohn eines traditionell katholischen, aber auch sozial aufgeschlossenen Schokoladefabrikanten geboren. Er war zunächst Spieler des Fußballclubs Athletic Bilbao und absolvierte ein Studium der Rechtswissenschaften an der Universidad de Deusto in Bilbao. 1929 wurde er Anwalt. Seine erste politische Funktion war der Vorsitz der Juventudes Católicas de Vizcaya. Nachdem 1931 in Spanien die Zweite Republik ausgerufen worden war, begann er seine politische Karriere als Bürgermeister der baskischen Stadt Getxo im Golf von Biskaya. Am 28. Juni 1931, 19. November 1932 und erneut am 18. Februar 1936 wurde er in die Cortes gewählt. Später wurde er Vorsitzender der Baskischen Nationalistischen Partei (EAJ/PNV) und vertrat einen harten Kurs in der Frage der Durchsetzung des Autonomiestatuts, das am 1. Oktober 1936 vom spanischen Parlament angenommen wurde (Baskisches Autonomiestatut 1936; baskisch: 1936ko Euskadiren Autonomia Estatutua). Obwohl er im spanischen Bürgerkrieg (1936–1939) ideologisch weit rechts von der Volksfront lag, befürwortete er deshalb ein Eingreifen auf Seiten der Republik.
Am 7. Oktober 1936 wurde er bei einer baskischen Bürgermeisterversammlung in Gernika zum „Lehendakari“, Präsident des Baskenlands, gewählt. Er schuf mit der Euzko Gudarostea ein eigenständiges baskisches Militär, was zu einem verbalen Konflikt mit der Zentralregierung führte. Ebenso engagierte er sich für die baskische Universität Ikastola Nagusi in Bilbao. Seine Regierung gab eigenes Notgeld heraus. Nach der Besetzung seiner baskischen Heimat floh er am 19. Juni 1937 über Paris in den verbleibenden republikanischen Teil Spaniens, und im Januar 1939 von Barcelona aus nach Frankreich und Belgien. In Belgien starb eine seiner Schwestern bei einer deutschen Bombardierung. Anschließend hielt sich Aguirre in Berlin versteckt. Noch vor dem Ende des Zweiten Weltkriegs gründete ein baskisches Exil-Parlament, das sich in New York befand und den Widerstand der Basken neu zu entflammen versuchte. Er unterrichtete seit 1941 an der Columbia University die zeitgenössische Geschichte Spaniens. Ab 1945 arbeitete die Exilregierung in Paris. José Antonio Aguirre Lecube starb 1960 in Paris und hinterließ nicht nur eine kämpferische Botschaft, sondern auch einige wertvolle literarische und dichterische Werke über die Kultur der Basken. Seine sterblichen Überreste wurden auf den Friedhof von San Juan de Luz im baskischen Lapurdi überführt.

## Werke
- Entre la libertad y la revolución. 1930–1935.
- La verdad de un lustro en el País Vasco. Bilbao 1935.
- De Guernica a Nueva York pasando por Berlín.
- Cinco conferencias pronunciadas en un viaje por América. Editorial Ekin, Buenos Aires 1944.
  - Mis impresiones sobre Alemania.
  - El sentido histórico de la dignidad humana y de la libertad entre los vascos.
  - La posición de un creyente ante la crisis de la caridad.
  - El Padre Vitoria visto por un vasco.
  - El sentido democrático, el sentido nacional y el de la libertad de los pueblos en los momentos actuales.
- Historia del País Vasco (unvollendet), teilweise erschienen in: Fin de la Dinastía Pirenaica. Reinado de Sancho el Fuerte, números 60, 61, 62 y 64 del "Boletín Americano de Estudios Vascos", 1965–66.
- Tagebücher, 2004 erstmals anlässlich einer Ausstellung im Archivo Foral de Bizkaia öffentlich gezeigt.